# David Caiado Dias
David Caiado Dias (Luxemburgo (ciudad), Luxemburgo, 2 de mayo de 1987) es un futbolista portugués que ocupa la demarcación de centrocampista en el CS Gaz Metan Mediaș de la Liga I y ha sido internacional en categorías inferiores con la Selección de Portugal.

## Trayectoria
Nacido en Ciudad de Luxemburgo, Luxemburgo, Caiado se unió a la cantera del Sporting de Lisboa a los 13 años y jugó un partido en el primer equipo entrando como sustituto de Rodrigo Tello en la derrota por 2-3 ante el Sporting Braga el 7 de enero de 2006. Posteriormente, pasó dos temporadas en préstamo en Grupo Desportivo Estoril Praia en la Liga de Honra, donde jugó poco debido a una grave lesión.
En junio de 2008 se unió a Trofense que acababa de ascender.
El 29 de junio de 2009 fue cedido al club de Zagłębie Lubin.
En el verano de 2010, se unió al Olympiakos Nicosia de la Primera División de Chipre.

## Estadísticas
| Club                               | Categoría               | País          | Año           | Liga     | Liga  | Copa     | Copa  | Europa   | Europa | Total    | Total |
| Club                               | Categoría               | País          | Año           | Partidos | Goles | Partidos | Goles | Partidos | Goles  | Partidos | Goles |
| ---------------------------------- | ----------------------- | ------------- | ------------- | -------- | ----- | -------- | ----- | -------- | ------ | -------- | ----- |
| Sporting de Lisboa                 | Primeira Liga           | Portugal      | 2005 - 2006   | 1        | 0     | 0        | 0     | 0        | 0      | 1        | 0     |
| Estoril Praia                      | Liga de Honra           | Portugal      | 2006 - 2007   | 17       | 2     | 0        | 0     | 0        | 0      | 17       | 2     |
| Estoril Praia                      | Liga de Honra           | Portugal      | 2007 - 2008   | 3        | 0     | 2        | 0     | 0        | 0      | 5        | 0     |
| Estoril Praia                      | Liga de Honra           | Portugal      | Total         | 20       | 2     | 2        | 0     | 0        | 0      | 22       | 2     |
| Trofense                           | Primeira Liga           | Portugal      | 2008 - 2009   | 17       | 0     | 0        | 0     | 0        | 0      | 17       | 0     |
| Zagłębie Lubin                     | Ekstraklasa             | Polonia       | 2009 - 2010   | 9        | 1     | 0        | 0     | 0        | 0      | 9        | 1     |
| Trofense                           | Primeira Liga           | Portugal      | 2009 - 2010   | 8        | 2     | 2        | 0     | 0        | 0      | 10       | 2     |
| Olympiakos Nicosia                 | Primera División        | Chipre        | 2010 - 2011   | 28       | 2     | 0        | 0     | 0        | 0      | 17       | 2     |
| Olympiakos Nicosia                 | Primera División        | Chipre        | 2011 - 2012   | 9        | 1     | 0        | 0     | 0        | 0      | 9        | 1     |
| Olympiakos Nicosia                 | Primera División        | Chipre        | Total         | 37       | 3     | 0        | 0     | 0        | 0      | 37       | 3     |
| Beroe Stara Zagora                 | A PFG                   | Bulgaria      | 2011 - 2012   | 13       | 6     | 0        | 0     | 0        | 0      | 13       | 6     |
| Beroe Stara Zagora                 | A PFG                   | Bulgaria      | 2012 – 2013   | 23       | 4     | 6        | 2     | 0        | 0      | 29       | 6     |
| Beroe Stara Zagora                 | A PFG                   | Bulgaria      | 2013 – 2014   | 23       | 9     | 1        | 1     | 2        | 1      | 26       | 11    |
| Beroe Stara Zagora                 | A PFG                   | Bulgaria      | Total         | 59       | 19    | 7        | 3     | 2        | 1      | 68       | 23    |
| Tavriya Simferopol                 | Liga Premier de Ucrania | Ucrania       | 2014          | 10       | 0     | 0        | 0     | 0        | 0      | 10       | 0     |
| Vitória de Guimarães               | Primeira Liga           | Portugal      | 2014          | 6        | 0     | 1        | 1     | 0        | 0      | 7        | 1     |
| Vitória de Guimarães B             | Liga de Honra           | Portugal      | 2014          | 3        | 1     | 0        | 0     | 0        | 0      | 3        | 1     |
| Metalist Járkov                    | Liga Premier de Ucrania | Ucrania       | 2015          | 11       | 2     | 1        | 0     | 0        | 0      | 12       | 2     |
| Ponferradina                       | Liga Adelante           | España        | 2015 - 2016   | 23       | 4     | 4        | 0     | 0        | 0      | 27       | 4     |
| Ponferradina                       | Segunda División B      | España        | 2016 - 2017   |          |       |          |       | 0        | 0      |          |       |
| Ponferradina                       |                         | España        | Total         | 23       | 4     | 4        | 0     | 0        | 0      | 27       | 4     |
| CS Gaz Metan Mediaș                | Liga I                  | Rumania       | 2018-         |          |       |          |       |          |        |          |       |
| Total carrera                      | Total carrera           | Total carrera | Total carrera | 204      | 34    | 17       | 4     | 2        | 1      | 223      | 39    |
| Actualizado el 21 de julio de 2016 |                         |               |               |          |       |          |       |          |        |          |       |

### Internacional
| Selección       | Año         | Partidos | Goles |
| --------------- | ----------- | -------- | ----- |
| Portugal Sub-16 | 2003        | 3        | 0     |
| Portugal Sub-19 | 2006        | 2        | 0     |
| Portugal Sub-20 | 2006 - 2007 | 2        | 0     |

## Palmarés

### Campeonatos nacionales
| Título                | Club                   | País     | Año         |
| --------------------- | ---------------------- | -------- | ----------- |
| Copa de Bulgaria      | PFC Beroe Stara Zagora | Bulgaria | 2012 – 2013 |
| Supercopa de Bulgaria | PFC Beroe Stara Zagora | Bulgaria | 2013        |